# محمد أكرم (مجدف)
محمد أكرم (بالإنجليزية: Muhammad Akram)‏ هو مجدف باكستاني، ولد في 2 فبراير 1971 في سيالكوت في باكستان.

## وصلات خارجية
- محمد أكرم على موقع الاتحاد الدولي للتجديف (الإنجليزية)
- محمد أكرم على موقع اللجنة الأولمبية الدولية (الإنجليزية)
- محمد أكرم على موقع أوليمبيديا (الإنجليزية)